# Fondation Kizito Mihigo pour la Paix
La Fondation Kizito Mihigo pour la Paix aussi appelée Fondation KMP est une organisation non gouvernementale Internationale d'origine rwandaise créée en 2010 par le chanteur Kizito Mihigo. La mission de l'organisation est de promouvoir la paix et la réconciliation après le génocide de 1994.

## Activités
En 2011, en partenariat avec l'ambassade des États-Unis à Kigali , l'ONG World Vision International et le gouvernement rwandais, la fondation KMP entame une tournée de concerts dans les écoles et dans toutes les prisons du Rwanda. Dans les écoles, l'objectif est l'éducation de la jeunesse rwandaise aux valeurs de paix et de réconciliation. Dans les prisons, l'objectif est l'initiation des clubs de dialogue entre prisonniers, appelés « clubs de transformation des conflits »,
À partir de l'année 2012, KMP organise le dialogue interreligieux. Ce débat entre responsables religieux est diffusé tous les mardis à 22h à la telévision nationale, à travers l'émission Umusansu w'Umuhanzi réalisée et produite par la fondation,.
En 2012, KMP s'insurge contre la discrimination des albinos en Afrique.

## Prix
En août 2011, au nom de la fondation KMP, Kizito Mihigo reçoit le prix national CYRWA (Cerebrating Young Rwandan Archivers) donné par la première dame du Rwanda, Jeanette Kagame,.
En 2013, l'Office Rwandais de la Gouvernance reconnait la Fondation KMP parmi les meilleures ONG locales ayant favorisé la bonne gouvernance. À cette occasion, la Fondation KMP reçoit le prix de huit millions de francs rwandais.

## Arrêt d'activités
La fondation KMP ferme ses portes en avril
2014 lorsque le chanteur Kizito Mihigo est arrêté pour suspicions de crimes contre la sûreté de l'État,,.
Le 27 février 2015, il est jugé coupable de « conspiration contre le gouvernement » du président Paul Kagame et écope de 10 ans de prison.
Le juge de la Haute Cour de Kigali a été beaucoup plus clément que le procureur qui avait requis la perpétuité contre le chanteur.
Le 10 septembre 2018, Mihigo retire la plainte d'appel qu'il avait lui-même interjetée auprès de la cour suprême. La raison de ce retrait n'est évoquée ni par les juges ni par le chanteur. Il est libéré par la grâce présidentielle le 14 septembre 2018, en compagnie de Victoire Ingabire Umuhoza .

## Liens Externes
- Site officiel de la fondation
- Site de Kizito Mihigo